# Air UK
Take the Blue Plane.
(début années 1980)
Big enough to mean business.
(début à milieu des années 1980)
Air UK est une compagnie aérienne régionale britannique créée en 1980 et disparue en 1998, elle résulte de la fusion de quatre compagnies aériennes du Royaume-Uni.

## Histoire

### Création
Air UK est une compagnie aérienne régionale britannique indépendante à capitaux entièrement privés  créée en 1980 à la suite d'une fusion entre quatre compagnies aériennes régionales rivales basées au Royaume-Uni,,. British Island Airways (BIA) et Air Anglia, deux compagnies appartenant à British and Commonwealth Holdings (en) (B&C), sont les deux principaux partenaires de la fusion.
Air UK est le nom de la nouvelle compagnie aérienne issue de la fusion de BIA et Air Anglia. BIA avait déjà absorbé Air Westward basée à Exeter en mars 1979,. Air Wales, basée à Cardiff, faisait partie d’Air Anglia en juin de la même année,.
Elle est constituée le 1er janvier 1980. Les opérations débutent le 16 janvier 1980.

### Structure de la compagnie
Le siège social de la nouvelle entité Air UK est initialement situé à Redhill, dans le Surrey, à l'emplacement de l'ancien siège social de BIA. Il déménage ensuite à Crawley dans le Sussex de l'Ouest. Outre la base de maintenance principale de l'aéroport de Norwich (l'ancienne base d'ingénierie d'Air Anglia), il existe une deuxième base de maintenance importante à l'aéroport de Blackpool (en) (l'ancienne base d'ingénierie BIA). Cette base est supprimée à la suite d'un important licenciement d’Air UK au cours de la grave récession britannique du début des années 1980.
L'année suivante, Air UK  transfère son siège social à l'aéroport de Londres-Stansted . Lorsque le nouveau terminal de Stansted, conçu par l'architecte Norman Foster est ouvert en 1991, la compagnie aérienne en devient le premier et le principal locataire.
Air UK est membre à part entière de l'association internationale du transport aérien (AITA) pendant la plus grande partie de son existence.
Air UK est à l'origine une filiale à part entière de British Air Transport (Holdings), successeur du groupe Air Holdings, détenu à 90 % par B&C, et à 10 % par Eagle Star Insurance. Cela fait de la famille Cayzer, à qui appartient B&C, l'actionnaire majoritaire,,,. Après le début de la libéralisation progressive du marché du transport aérien intérieur de l'Union européenne (UE) en 1987, la compagnie aérienne néerlandaise KLM, partenaire de longue date d'Air UK et de son prédécesseur Air Anglia, acquiert une participation minoritaire de 14,9 % dans le capital de la société de holding d'Air UK,. En 1995, KLM porte sa participation minoritaire dans Air UK à 45 %. En 1997, KLM est devenue l'unique actionnaire d'Air UK  lors de l'acquisition de la participation de B&C dans British Air Transport (Holdings).

#### Création d'Air UK Leisure

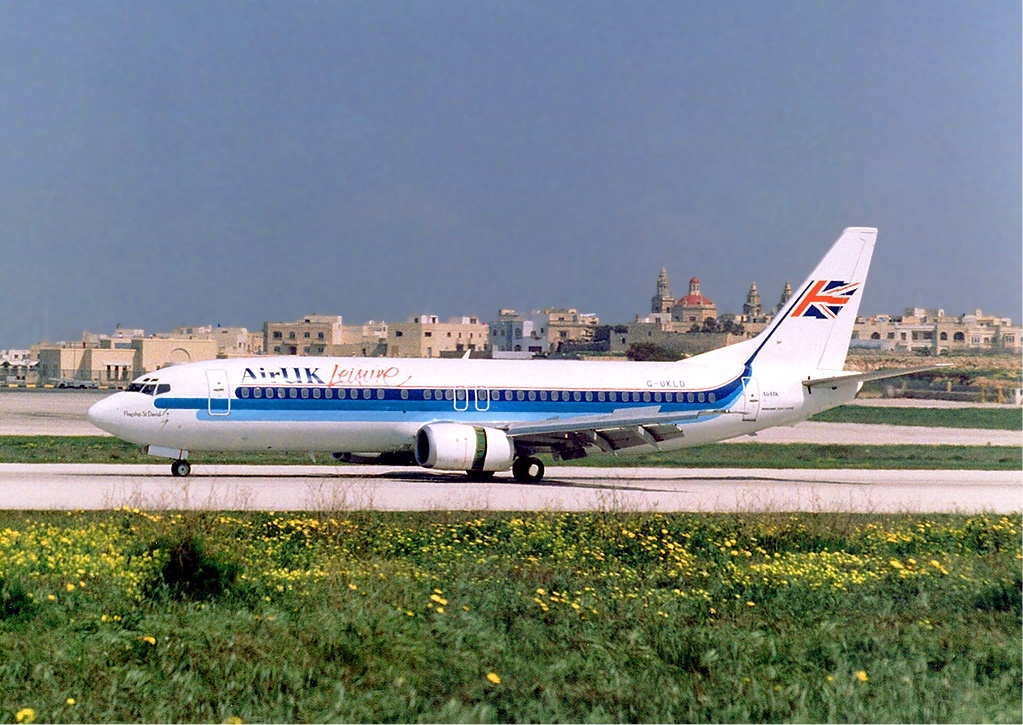
Un Boeing 737-400 d'Air Uk Leisure à l'aéroport international de Malte au milieu des années 1990.

En 1987, Air UK crée Air UK Leisure (en), une filiale charter en association avec la société de courtage charter Viking International.
Le siège social d'Air UK Leisure est situé sur la base d'Air UK à Stansted. Ses principales bases d’opérations sont Londres Gatwick, Londres Stansted et Manchester.
Les opérations débutent avec trois Boeing 737-200 d'occasion. Ils sont remplacées par sept 737-400, faisant d'Air UK Leisure le premier opérateur européen des Boeing 737 400 en octobre 1988,.
En 1993, Air UK Leisure fait son entrée sur le marché des loisirs long-courrier grâce à l’acquisition de deux avions gros porteurs Boeing 767 300 ER. Les deux avions sont utilisés par le voyagiste Unijet. Bien qu'Air UK Leisure exploite ces avions avec le même certificat de transporteur aérien que sa flotte court et moyen-courriers Boeing série 737 400, Air UK Leisure adopte la marque Leisure International Airways pour ses vols long-courriers.
Air UK Leisure est vendu à Unijet, qui, à son tour, est intégrée au voyagiste First Choice.

### La troisième compagnie du Royaume-Uni
Au moment de sa création, Air UK est parfois qualifiée de « troisième force » (appellation non officielle) parmi les principales compagnies aériennes régulières contemporaines du Royaume-Uni (la British Caledonian (BCal) étant la seconde force officielle du Royaume-Uni et British Airways (BA) le principal transporteur national britannique à cette époque),.
Air UK est la plus grande compagnie aérienne régionale du Royaume-Uni et le troisième transporteur régulier du pays. Elle emploie 1 700 personnes, transporte plus d’un million de passagers, principalement en vols réguliers, et dispose d’une flotte de 40 avions composée de six avions à réaction (quatre BAC 1-11 400 (ex-BIA) et deux Fokker F28 (ex-Air Anglia) ) et 34 turbopropulseurs (dont dix-huit Handley Page Dart Herald (ex-BIA), dix anciens avions Fokker F27 100/200 (ex-Air Anglia) et six Embraer EMB 110 faisant à l'origine partie des flottes BIA, Air Wales et Air Westward ). À l'exception des quatre BAC 1-11 400, qui sont principalement exploités sur des vols charters, tous les autres appareils font partie de la flotte des vols réguliers d'Air UK.
L'ancien directeur général de BIA, Peter Villa, devient le premier manager d'Air UK.
À des fins marketing, il n'y a aucun espace entre les lettres "U" et "K" du logo "Air UK" dans la première livrée de la nouvelle entité, qui est un drapeau de l'Union Jack stylisé.
À la suite de la fusion, la majeure partie de la flotte adopte progressivement les nouvelles couleurs bleu, blanc et rouge d’Air UK. À l'origine, il s'agit d'un fuselage à dominante bleue avec une bande blanche-rouge-blanche à travers les hublots et un toit blanc. La queue de l'appareil est également principalement bleue, à part le logo Air UK,. Cependant, l'autorité nationale de l'aviation civile (CAA) désapprouve cette livrée à prédominance bleue, arguant qu'elle peut poser un risque pour la sécurité des autres avions, car il serait difficile pour les autres équipages de voir l'avion bleu dans un ciel bleu. Afin de répondre aux préoccupations de la CAA en matière de sécurité, Air UK décide de modifier son schéma de couleurs d'origine en optant pour un schéma hybride bleu et blanc comportant un fuselage bleu et une queue blanche.
Le réseau de lignes régulières d'Air UK dessert initialement les 33 points suivants : Aberdeen, Amsterdam, Bâle, Belfast, Bergen, Birmingham, Blackpool, Bournemouth, Bruxelles, Dublin, Düsseldorf, Édimbourg, Exeter, Glasgow, Guernesey, Humberside, Île de Man, Jersey, Leeds / Bradford, Le Touquet, Londres Gatwick, Londres Heathrow, Londres Stansted, Manchester, Newcastle, Norwich, Ostende, Paris, Rotterdam, Southampton, Southend, Stavanger et Teesside.
Air UK est la première et, à l'époque, la seule compagnie aérienne régulière au Royaume-Uni à desservir les trois principaux aéroports de Londres.
À la suite de la décision de British Airways de retirer sa flotte d’avions Vickers Viscount et de se désengager de ses liaisons régulières régionales déficitaires, Air UK reprend les liaisons régionales de BA entre Heathrow et Guernesey, de Manchester à l’île de Man, de Belfast à Dublin et d’Édimbourg à Jersey, en avril 1980,,,.
Le nouvel itinéraire Heathrow — Guernsey d’Air UK, ouvert toute l’année, est son itinéraire régulier le plus important desservant le premier aéroport de Londres.
À la fin des années 1970, dans les jours précédant la construction de l'autoroute M11, le prédécesseur d'Air UK, Air Anglia, avait lancé un service régulier, toute l'année, reliant Heathrow aux bases de la société à Norwich et à Humberside, ainsi qu'une ligne régulière, toute l'année, entre Londres Gatwick et Leeds,,.

### Récession des années 1980
La grave récession du début des années 1980 nécessite une réduction importante des fréquences de vol, des itinéraires et du personnel. Cela entraîne la fermeture des bases de Bournemouth, Humberside et Stansted, ainsi qu'une réduction importante des opérations à Southend. À la suite de cela, dix avions (sept Herald et trois Fokker F 27) sont retirés du service, tandis que les deux Fokker F28 sont loués au transporteur régional français Air Alsace. Cela entraîne la fermeture de l'ancienne base d'ingénierie de la BIA à Blackpool, causant 220 pertes d'emploi sur un total de 400. Cela entraîne également la suspension des services de transport de passagers et de fret réguliers vers 14 destinations à la fin de 1981. Au début des horaires d'hiver 1981-1982, en novembre 1981, Air UK relance les vols réguliers de Stansted en ouvrant une nouvelle liaison vers Amsterdam. Il s'agit du premier service régulier international offert depuis le troisième aéroport de Londres en plus de dix ans. Le réseau restant relie 20 destinations dans les îles britanniques et six en Europe continentale. La direction espère que ces réalignements commerciaux, notamment la réduction de moitié des effectifs de la société sur une période de deux ans,, annulent les lourdes pertes subies par Air UK au cours de ses deux premières années d'exploitation, stabilisant ainsi la société et lui permettant de se positionner correctement pour la croissance future.

### Réorganisation et expansion renouvelée
En 1982, Peter Villa dirige le rachat des activités de charter d’Air UK,, ce qui entraîne la reconstitution de BIA en une compagnie exclusivement charter et sa séparation d’Air UK avec les quatre BAC 1-11 400,. Outre le climat économique difficile et les fusions qui ont régné lors de la création de la compagnie, résultant de la combinaison de deux organisations aux cultures et aux styles de gestion très différents, l'exploitation de ces avions sont en grande partie responsable des mauvaises performances financières d'Air UK, qui menacent sa survie.
C'est également en 1982 que la CAA transfère la licence Gatwick — Guernesey d'Air UK à Guernesey Airlines, un nouvel opérateur régional, à la suite de nombreuses plaintes de passagers concernant le service fourni par Air UK depuis qu'elle assumait l'ancien service BIA sur cette liaison. Cette année-là, Air UK s’associe à British Midland pour former Manx Airlines, une nouvelle filiale régionale basée sur l’île de Man. La société mère d’Air UK, B&C, détient 25 % de Manx Airlines, ce qui en fait le partenaire junior de la nouvelle coentreprise (British Midland, qui possède les 75 % restants, est le partenaire principal). Air UK et British Midland espèrent que le transfert de leurs activités non rentables sur l’île de Man à une filiale spécialisée à moindre coût rendra ces activités rentables.
En 1983, Air UK atteint le seuil de rentabilité pour la première fois. C'est aussi l'année où la compagnie aérienne acquiert son premier avion Short 330, elle lui donne le nom d'enterprise dans une publicité à l'aéroport de Londres-Stansted, où la cérémonie a eu lieu à côté d'un Boeing 747, l'avion transportant la navette spatiale, utilisée par la NASA.
En 1985, Air UK acquiert d’autres Short 330/360 et Fokker F27. Ce dernier comprend les premiers F-27, à fuselage allongé, de la série 500, avec une capacité d'accueil de 52 personnes (contre 44 pour tous les modèles F-27). Afin de soutenir davantage son expansion en cours, Air UK loue temporairement un F-28 1000 ainsi que deux BAC 1-11 400 au cours de cette période. La réintroduction d’avions à réaction a permis à Air UK d’assumer l’opération régionale avec British Caledonian entre Glasgow, Newcastle et Amsterdam au début de l’été 1985, renforçant ainsi sa position de premier exploitant régional du Royaume-Uni à l'aéroport d'Amsterdam-Schiphol et en qyalité de plus grand transporteur régulier étranger de l'aéroport. L'ajout d'avions supplémentaires permet la réinstallation de plusieurs services réguliers toute l'année, nationaux et internationaux, en provenance de Stansted.
En 1987, Air UK passe sa première commande pour le nouvel avion de ligne régional British Aerospace 146. L’introduction du premier avion de transport régional à réaction de la série 146/200 d’Air UK coïncide avec l’introduction d’une nouvelle livrée composée d’un fuselage et d’une queue blancs avec trois lignes de trame bleues différentes se fondant en un drapeau de l’Union Jack sur la queue de l’avion. De plus, cette livrée se différencie de la précédente en réduisant l'écart entre les mots Air et UK, tout en insérant un espace entre les lettres U et K.
À la suite de la prise de contrôle de British Caledonian par British Airways en décembre 1987, la CAA octroie, à Air UK, les licences relatives aux liaisons aériennes nationales reliant l’ancienne Colombie-Britannique à destination de Gatwick vers Glasgow et Edimbourg en 1988. Cela aboutit à une commande de quatre British Aerospace 146 300 pour permettre le lancement de services à haute fréquence avec jusqu'à sept allers-retours quotidiens sur les deux itinéraires à compter du début des horaires d'hiver 1988-1989,.
En 1994, Air UK acquiert plusieurs nouveaux avions à réaction Fokker F100. L'introduction de ces avions conduit à l'adoption d'une nouvelle livrée, la dernière livrée sur le thème d'Air UK dans les 19 ans d'histoire de la compagnie. Cette livrée combinait les éléments de la livrée précédente avec une nouvelle ligne de commande unique en bleu foncé comprenant une fine bande bleu pâle se fondant dans une queue bleu foncé sur laquelle figure l'ancien logo du drapeau de l'Union Jack. Il combine également des éléments des deux couleurs précédentes en réduisant l'écart entre le U et le K dans UK (comme dans la livrée bleue originale d'Air UK), ainsi que l'écart entre les mots Air et UK. (comme dans la deuxième livrée de la compagnie aérienne).
En 1995, Air UK a remplacé tous les appareils plus anciens et plus petits des séries F-27 100/200/400/600 de sa flotte par des Fokker F27 500 au fuselage allongé.
À la fin des années 1990, une flotte de nouveaux avions à turbopropulseurs Fokker F50 et ATR 72 remplace les F-27-500 vieillissants. Au cours de cette période, Air UK retire tous ses BA 146-200 ainsi que les BA 146-100.

### Arrivée à Stansted en 1988
À la suite du déménagement à Stansted en 1988, Air UK devient la plus grande compagnie aérienne résidente du troisième aéroport de Londres et son principal opérateur régulier. La société commence à mettre en place un réseau complet de lignes de connexion nationales et européennes court-courrier destinées à fournir un trafic de correspondance aux transporteurs long-courriers qui doivent ensuite commencer leurs activités à partir de Stansted, en raison de la situation de plus en plus restreinte des créneaux horaires. Le déménagement d’Air UK vers le nouveau terminal conçu par Norman Foster au début de 1991 donne l’impulsion pour le lancement de plusieurs nouvelles liaisons régulières toute l’année reliant Stansted à d’importantes destinations comme Belfast, Düsseldorf, Francfort-sur-le-Main, Hambourg, Inverness, Madrid et l'aéroport de Milan-Linate, Munich et Zürich (en plus des itinéraires réguliers, disponibles toute l’année, desservent Aberdeen, Amsterdam, Bruxelles, les îles Anglo-Normandes, Édimbourg, Glasgow et Paris). Cependant, les conditions économiques défavorables du Royaume-Uni à l'époque, à savoir la sévère récession du début des années 1990 et les retombées de la première guerre du Golfe, entraînent une forte contraction des marchés des voyages d'affaires et d'agrément. Cela entraîne l'effondrement de l'International Leisure Group (ILG) et de sa filiale de transport aérien Air Europe, à l'époque la plus grande compagnie aérienne indépendante du Royaume-Uni et le plus grand utilisateur de Gatwick, avec 20 % des créneaux horaires de l'aéroport. La conjoncture économique difficile qui prévaut à l'époque, entraîne une réduction des itinéraires et des horaires chez d'autres grandes compagnies aériennes opérant depuis les deux principaux aéroports de Londres. En conséquence, il devient beaucoup plus facile d’obtenir des créneaux horaires dans ces aéroports, y compris aux heures de pointe. Cela signifie qu'aucun des grands transporteurs long-courriers de l'époque ne manifeste le moindre intérêt pour le démarrage de ses activités à Stansted (à la seule exception d'American Airlines, qui assurait un service de courte durée entre Stansted et l'aéroport international O'Hare de Chicago au début des années 1990). En outre, la distance plus grande par rapport à Heathrow et Gatwick et par rapport à la plupart des villes de Londres, associées à des liaisons de transport moins performantes contre une meilleure accessibilité de Heathrow et Gatwick, signifie qu'Air UK trouve extrêmement difficile de rendre son exploitation de Stansted viable,.

### Air Uk devient KLM

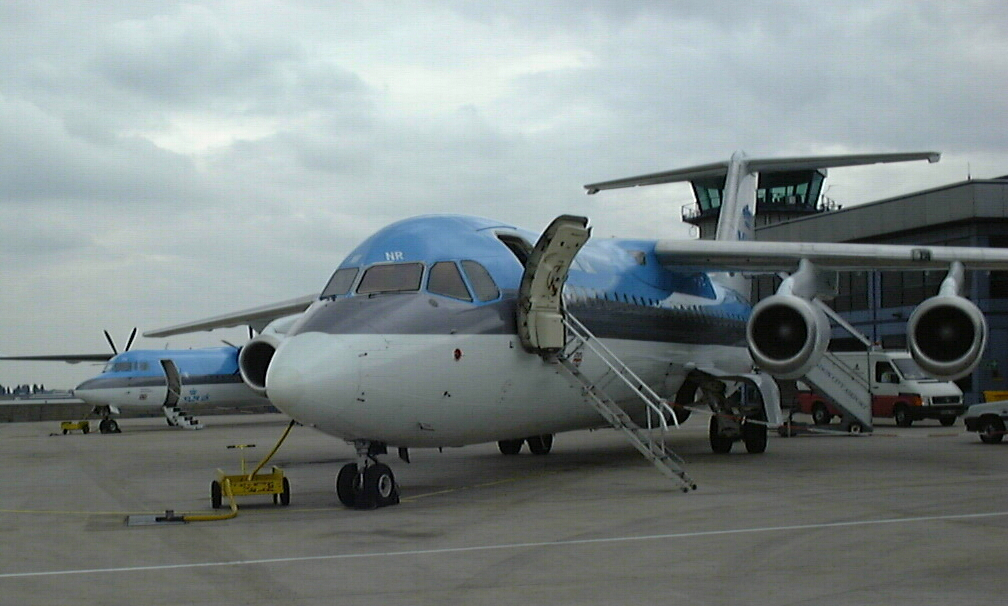
Un BAe 146 et un Fokker F50 de KLM à l'Aéroport de Londres-City en 1999.

En 1997, KLM est devenue l'unique propriétaire d'Air UK. En conséquence, la compagnie aérienne est rebaptisée KLM uk en janvier 1998, comprenant l’adoption d’une nouvelle livrée, Air UK Limited est rebaptisée KLM uk Limited en avril 1998.
Initialement, la compagnie aérienne lance de nouvelles liaisons depuis l'aéroport de Londres-City desservant le hub de KLM à Amsterdam Schiphol, ainsi que vers Glasgow et Édimbourg. Toutefois, à partir de janvier 2000, les liaisons britanniques KLM qui ne desservent pas Amsterdam sont transférées progressivement à Buzz, la nouvelle compagnie aérienne à bas prix du groupe KLM, ainsi que les BA 146 à 300 appareils restants. KLM adopte au Royaume-Uni cette nouvelle stratégie en réponse à son incapacité croissante à répondre aux coûts beaucoup plus faibles de la croissance rapide des compagnies low cost sur les principales lignes de Londres vers l'Écosse, en particulier EasyJet basé à Luton et de l'ancienne filiale de British Airways, Go Fly, basée à Stansted. En 2001, Buzz exploite 14 liaisons à partir de Stansted. Nombre d'entre elles sont d'anciennes lignes Air UK desservies par une flotte de huit avions BAe 146-300 venant d'Air UK et de deux Boeing 737-300 d'occasion, de compagnies indépendantes,. En outre, les itinéraires réguliers non transférés vers Buzz et desservant des destinations autres qu'Amsterdam sont finalement supprimés, ce qui réduit le réseau à 15 itinéraires reliant exclusivement les aéroports régionaux du Royaume-Uni à Amsterdam Schiphol. Cela entraîne le départ à la retraite des ATR-72 de KLM uk.
En 2002, KLM décide d'intégrer ce qui reste de KLM uk à KLM Cityhopper, sa filiale régionale à part entière basée aux Pays-Bas. Elle décide de vendre Buzz à Ryanair l’année suivante.
Cette opération constitue le dernier maillon d'une longue chaîne d'événements reliant le début au milieu du XXe siècle, décision de B&C Holdings, une compagnie maritime dont les origines datent du XIXe siècle, afin se diversifier dans l'aviation commerciale en devenant propriétaire de plusieurs compagnies aériennes indépendantes de l'après-guerre et qui ont fusionné pour former British United Airways, le principal conglomérat du secteur privé britannique dans les années 1960, la compagnie la plus prospère au monde sur le plan commercial de la première décennie du XXIe siècle.

### Développements ultérieurs
À la fin de 2009, Air UK et ses prédécesseurs assurent, depuis plusieurs années, plusieurs liaisons régionales abandonnées peu après que la compagnie aérienne hollandaise KLM soit devenue l'unique propriétaire de la compagnie aérienne. Elles sont reprises par Eastern Airways et Flybe le premier se concentrant sur les anciennes routes commerciales reliées à l'industrie pétrolière, le long de la côte est de la Grande-Bretagne et le second sur les anciennes liaisons BIA/Air Westward desservant les parties méridionale et occidentale du Royaume-Uni.

### Type d'avion exploité et flotte
- Avion exploité au cours des 19 années d’existence :
  - ATR 72 (ces avions sont exclusivement exploités par KLM uk)
  - BAC 1-11 200/400
  - BAe 146 série 100/200/300
  - Embraer EMB 110
  - Fokker F27 série 100/200/400/500/600
  - Fokker F28 série 1000/4000
  - Fokker F50
  - Fokker F100
  - Handley Page Dart Herald
  - Short 330
  - Short 360
- Répartition des types et nombre d'avions, ainsi que du nombre d'employés par année.

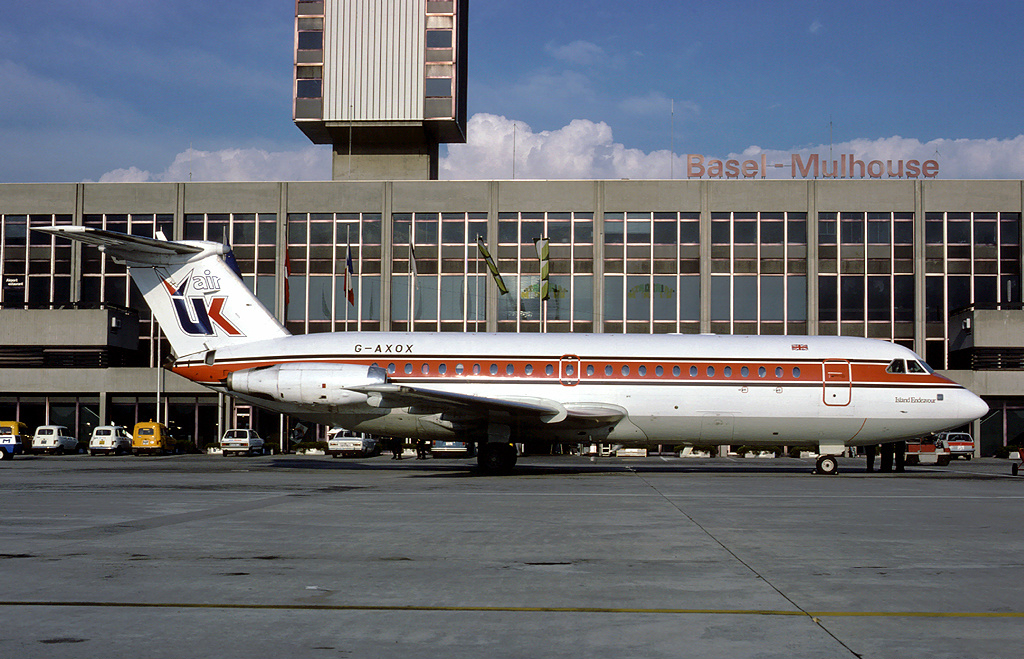
Un BAC 1-11 d'Air UK avec la livrée BIA à l'aéroport international de Bâle-Mulhouse-Fribourg en 1980.
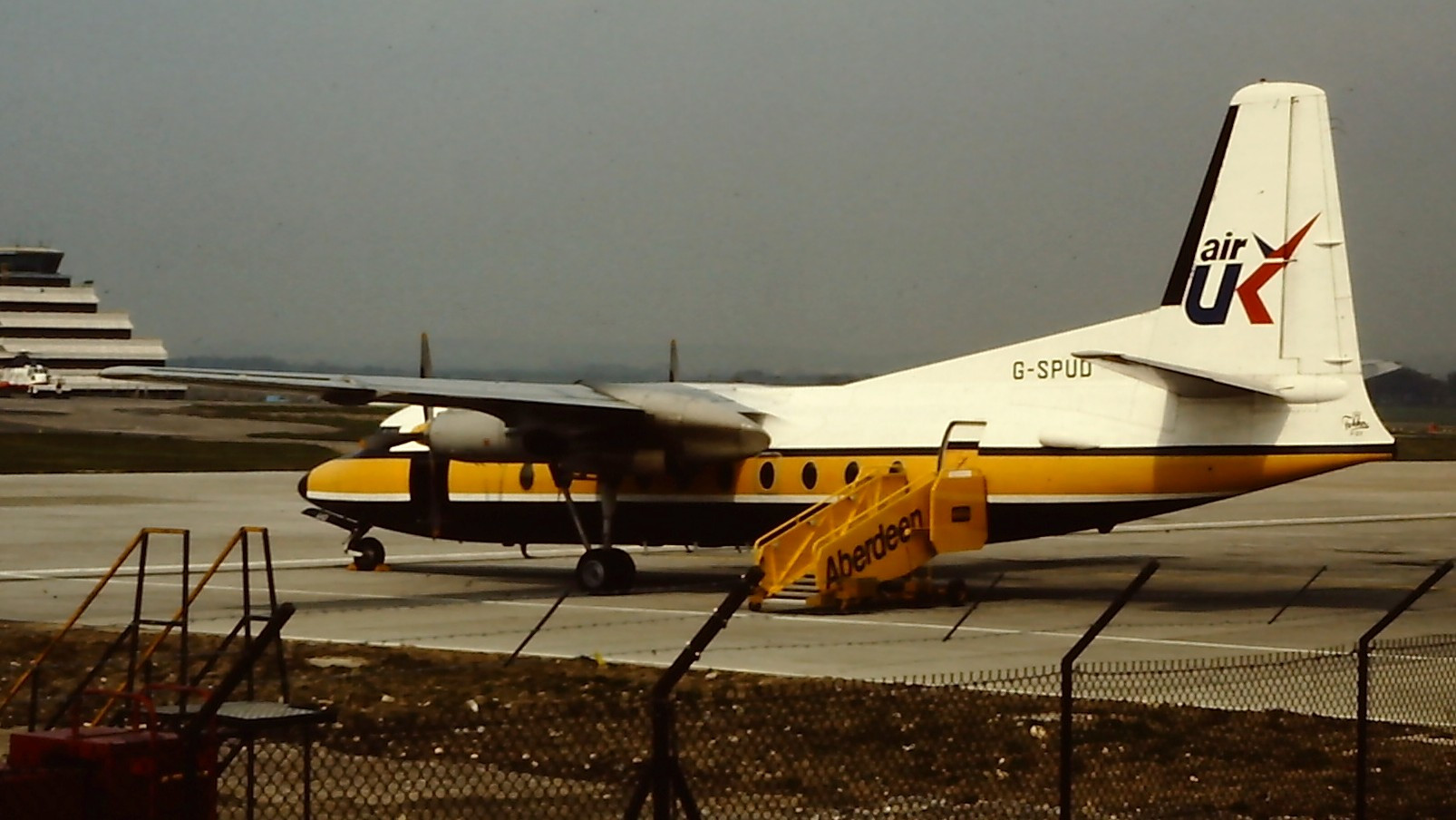
Un Fokker F27 d'Air UK, avec la livrée d’Air Anglia à l'aéroport d'Aberdeen en 1981.
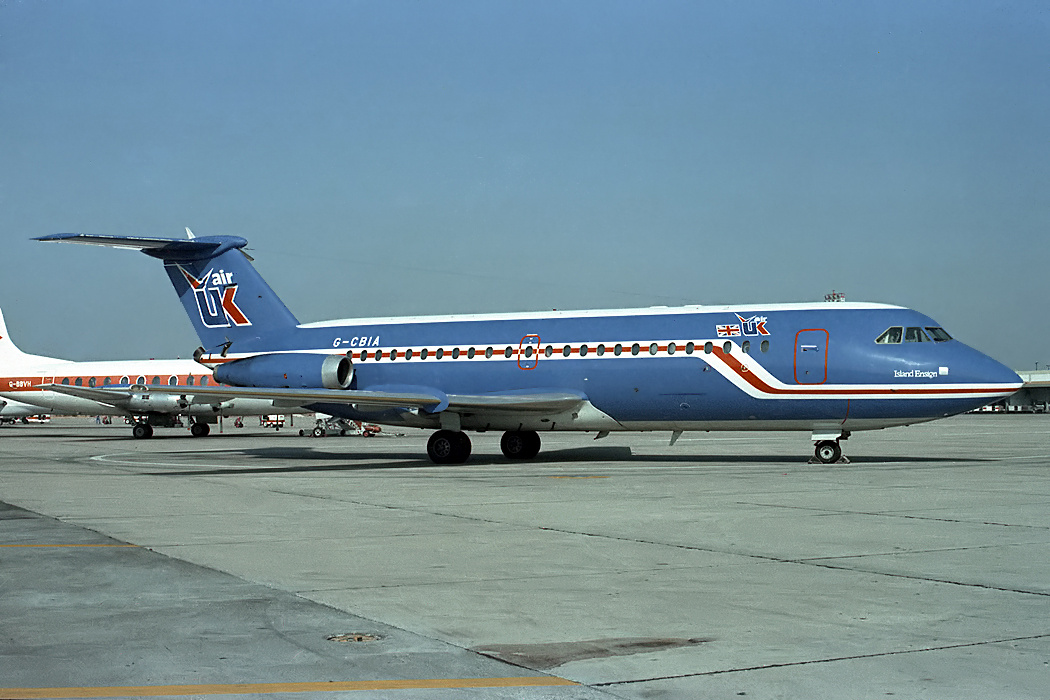
Un BAC 1-11 d'Air Uk entièrement bleu en 1981.
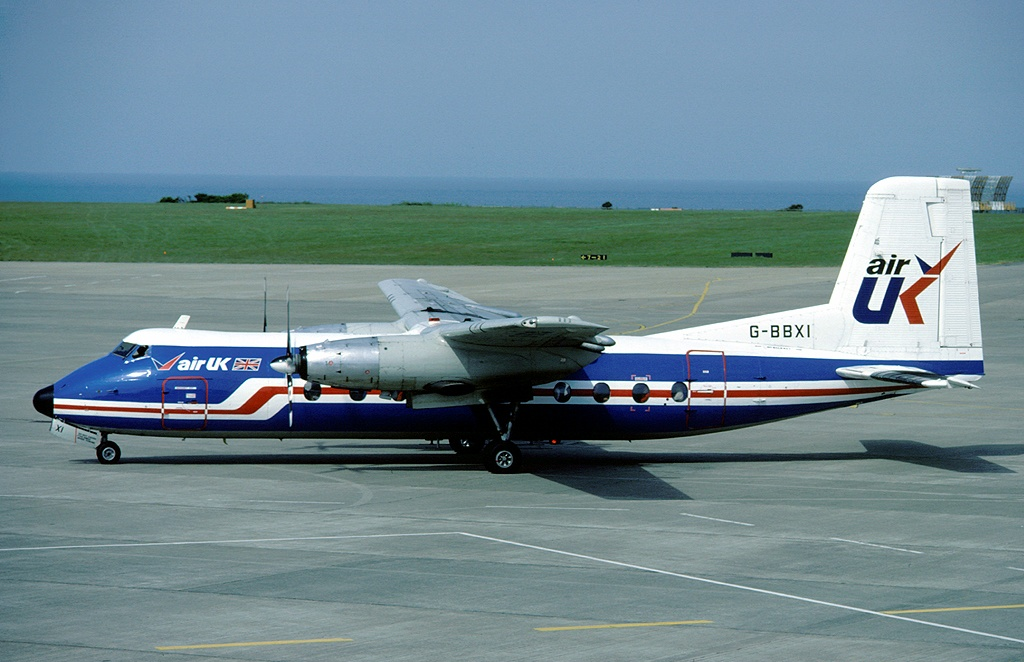
Un Air UK Handley Page Dart Herald avec la livrée bleu et blanc à l’aéroport de Jersey en 1983.
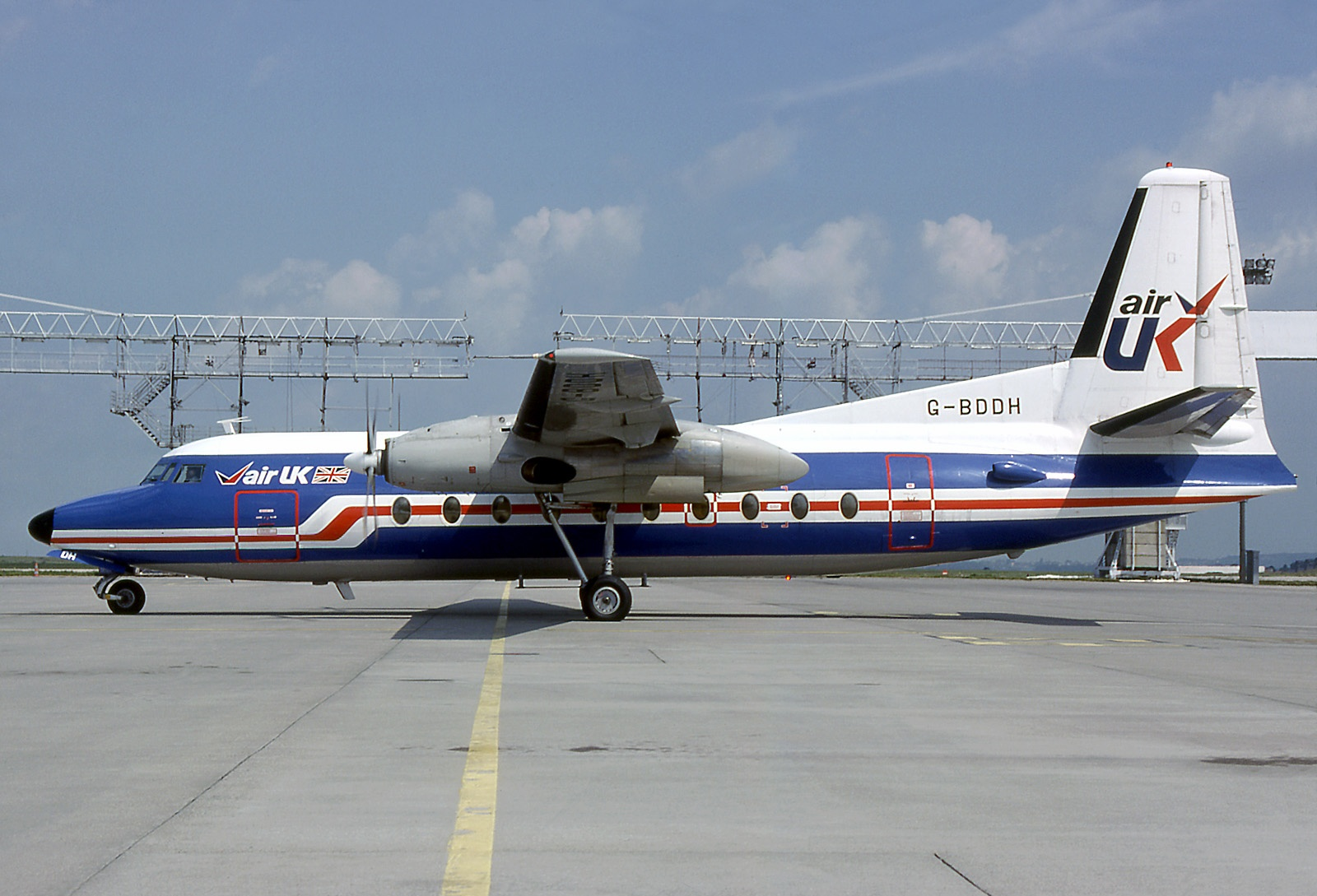
Un Fokker F27 d' Air UK avec la livrée bleue et blanche à l’aéroport de Paris-Charles-de-Gaulle en 1985.
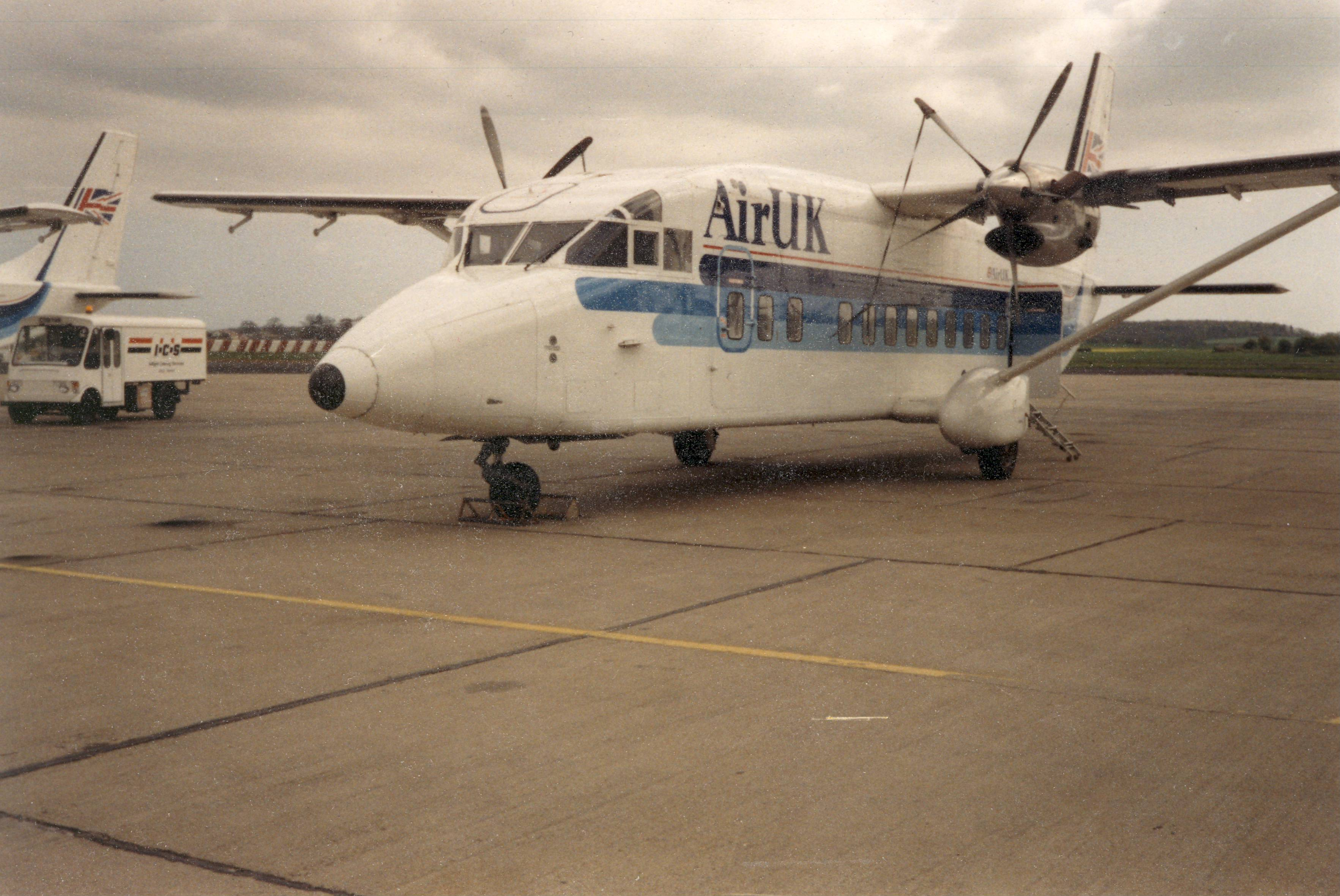
Un Short 360 d'Air UK à l'aéroport international de Humberside en 1989.
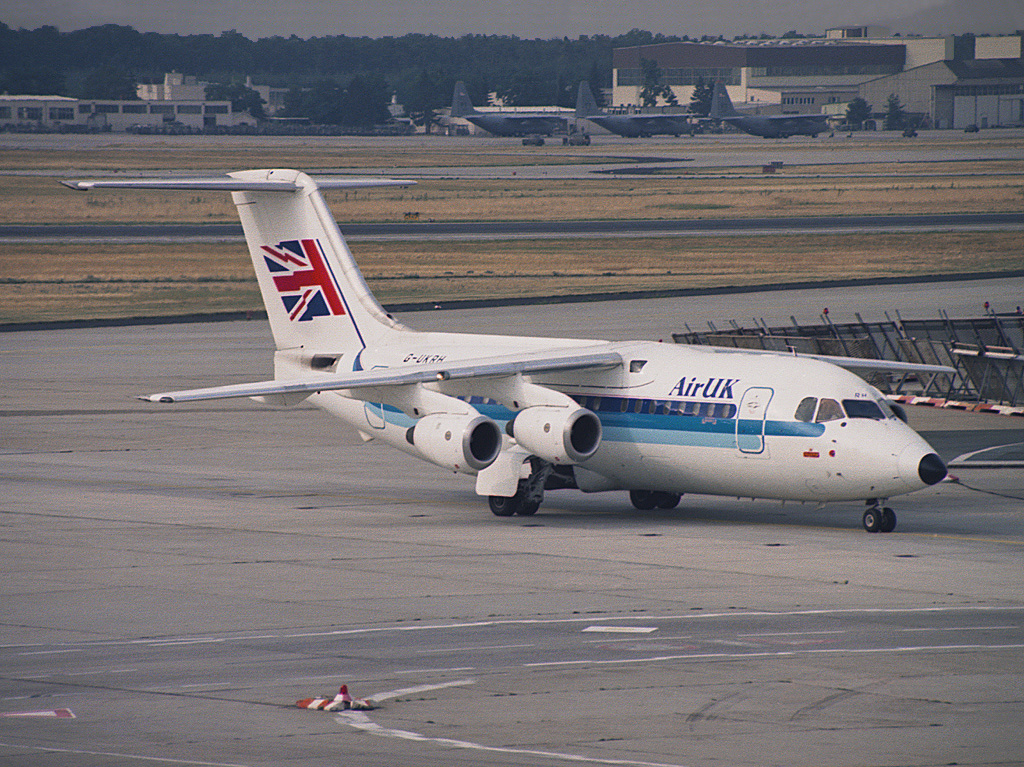
Un British Aerospace 146200 à l'aéroport de Francfort-sur-le-Main en 1994.
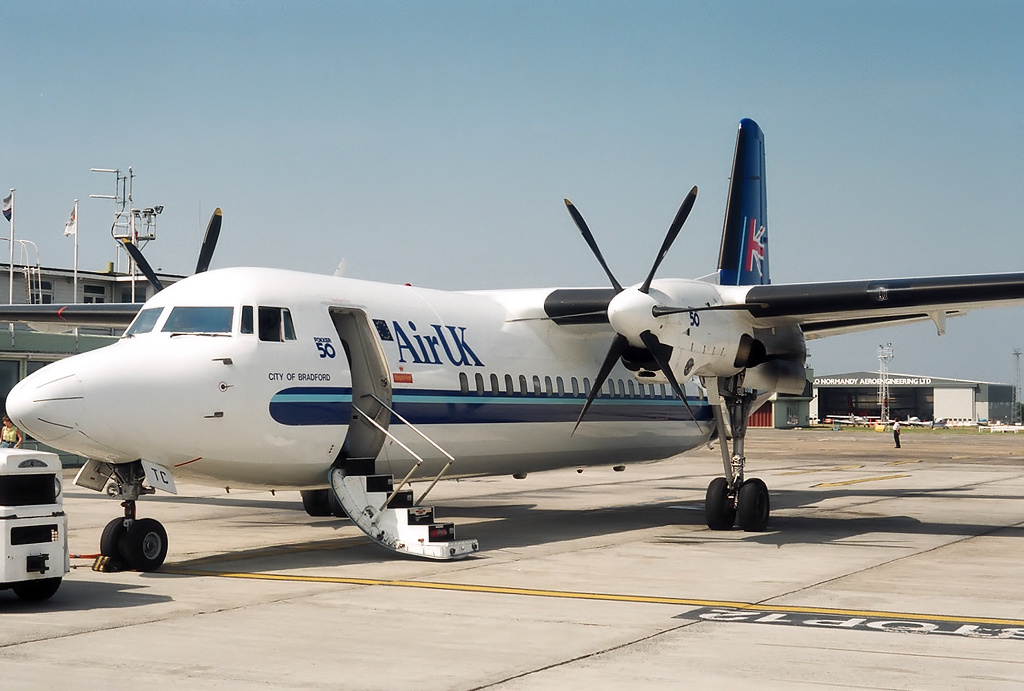
Un Fokker F50 avec sa livrée définitive à l’aéroport de Guernesey en 1995.
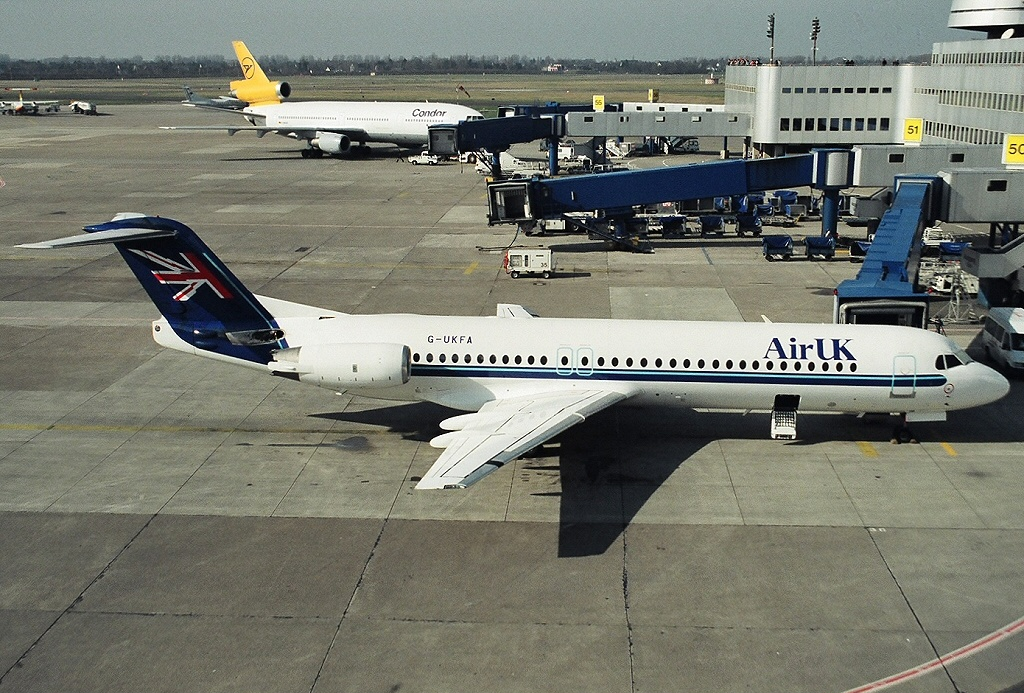
Un Fokker F100 à l'aéroport international de Düsseldorf en 1997.